# شهرستان مایژوکونگگار
شهرستان مایژوکونگگار (به لاتین: Maizhokunggar County) یک شهرستان در چین است که در لهاسا واقع شده‌است.